# لوچینسکایا
لوچینسکایا (به لاتین: Luchinskaya) یک منطقهٔ مسکونی در روسیه است که در استان آرخانگلسک واقع شده‌است.